# 夕霧 (東雲型駆逐艦)
夕霧（ゆうぎり / ゆふぎり）は、大日本帝国海軍の駆逐艦で、東雲型駆逐艦の3番艦である。同名艦に吹雪型駆逐艦（「特II型、綾波型」）の「夕霧」がある為、こちらは「夕霧 (初代)」や「夕霧I」などと表記される。

## 艦歴
1899年3月10日、イギリス・ソーニクロフト社で竣工し、水雷艇（駆逐艇）に類別。同年6月15日、横須賀に到着。1900年6月22日、軍艦に編入され、駆逐艦に類別。
1904年、日露戦争が勃発した際には第二艦隊第五駆逐隊に所属していた。旅順口攻撃、黄海海戦、日本海海戦、樺太の戦いなどに参加した。1905年5月27日の日本海海戦では、隊列から落後した戦艦「クニャージ・スヴォーロフ」に対して魚雷攻撃を行っている。同日の夜戦で僚艦「春雨」と衝突して艦首を損傷。沈没を回避し同月28日夜に佐世保に到着した。
1905年12月12日駆逐艦に種別変更。
1912年8月28日三等駆逐艦。
1919年4月1日、雑役船（潜水艇母船兼掃海船）に指定、「夕霧丸」と改称。1920年7月1日、特務艇（二等掃海艇）に編入され、「夕霧」に再改称。1922年4月1日、再度雑役船（標的船）に編入。1924年3月14日、廃船認許。
雑役船編入、潜水艇母船兼掃海船指定、夕霧丸と改名
1920年7月1日特務艇編入、二等掃海艇類別、艦名を夕霧に復帰
1922年4月1日雑役船編入、標的船指定

## 艦長
※『日本海軍史』第9巻・第10巻の「将官履歴」及び『官報』に基づく。
第七号水雷駆逐艇回航委員長
- 藤本秀四郎 少佐：1898年3月8日 - 1898年3月29日

回航委員長
- 石田一郎 少佐：1898年5月19日 - 1898年10月28日
- 矢島純吉 少佐：1898年10月28日 - 1899年7月6日

艦長
- 富士本梅次郎 大尉：1900年6月22日 - 9月25日
- 千坂智次郎 少佐：1900年9月25日 - 1903年2月18日
- 西禎蔵 少佐：1903年2月18日 - 9月26日
- 鍵和田専太郎 少佐：1903年9月26日 -

駆逐艦長
- 田代巳代次 少佐：1905年12月12日 - 1906年3月20日
- 堀江鶴彦 大尉：1906年3月20日 - 1907年5月17日
- 斎藤温海 大尉：1907年5月17日 - 1909年5月25日
- 日高寛 大尉：1909年5月25日 - 1910年3月11日
- （兼）阿部恒雄 大尉：1910年3月11日 - 12月1日
- 平山栄 大尉：1910年12月1日 - 1911年7月15日
- 関谷光平 大尉：1911年7月15日 - 1912年5月22日
- 平山栄 大尉：1912年5月22日 - 12月1日
- 及川古志郎 大尉：1912年12月1日 - 1913年12月1日
- 土田数雄 大尉：1913年12月1日 - 1914年5月27日
- 野口寛 少佐：1914年5月27日 - 1915年12月13日
- 増田重義 大尉：1915年12月13日 - 1916年4月1日
- 山田松次郎 大尉：1916年4月1日 - 12月1日
- 小山泰治 大尉：1916年12月1日 - 1918年9月10日[7]
- 古賀七三郎 大尉：1918年9月10日[7] - 12月1日[8]
- 穂本繁治 大尉：1918年12月1日[8] - 1919年3月10日[9]
- （兼）本田源三 大尉：1919年3月10日[9] -